# Rivière des Mères
La rivière des Mères est un affluent de la rive sud du fleuve Saint-Laurent. Ce cours d'eau coule dans les municipalités de Saint-Michel-de-Bellechasse et Saint-Vallier, dans la municipalité régionale de comté (MRC) de Bellechasse, dans la région administrative de Chaudière-Appalaches, au Québec, au Canada.

## Géographie
La rivière des Mères prend sa source du côté nord-ouest du chemin de fer, dans le 3e rang ouest, dans Saint-Michel-de-Bellechasse. Cette source est située à 2,5 km à l'ouest du village de La Durantaye et 6,8 km au sud du centre du village de Saint-Michel-de-Bellechasse. Ce cours d'eau coule vers le nord-est, plus ou moins en parallèle (du côté sud-est) à la rivière Boyer et à la rivière Blanche.
À partir de sa source, la rivière des Mères coule sur 12,4 km, avec une dénivellation de 44 m, répartis selon les segments suivants :
- 2,6 km vers le nord-est, en passant du côté nord-ouest du village de La Durantaye, jusqu'à la route 281 ;
- 3,4 km vers le nord-est, jusqu'à la limite de Saint-Michel-de-Bellechasse et de Saint-Vallier ;
- 1,8 km vers le nord-est, jusqu'au pont de l'autoroute 20 ;
- 2,3 km vers le nord-est, en recueillant les eaux de la rivière Blanche (venant du sud), jusqu'au chemin Montée de la Station ;
- 4,1 km vers le nord-est, jusqu'à la route 132 ;
- 1,6 km vers le nord-est, jusqu'à sa confluence.

La rivière des Mères se jette sur la longue grève dans la partie est de l'anse de Berthier, sur la rive sud de l'estuaire fluvial du Saint-Laurent. Cette confluence est située du côté ouest du village de Berthier-sur-Mer, du côté est du village de Saint-Vallier et face au village de Saint-Jean-de-l'Île-d'Orléans situé sur l'île d'Orléans. Cette confluence est située à l'est de la confluence de la rivière Boyer.

## Toponymie
L'appellation de ce cours d'eau évoque l'œuvre des sœurs Augustines de l'Hôpital général de Québec, qui étaient propriétaires de la seigneurie Saint-Vallier.
Le toponyme Rivière des Mères a été officialisé le 5 décembre 1968 à la Commission de toponymie du Québec.